# Stefan Tuss
Stefan Tuss, né le 9 février 1988, est un coureur du combiné nordique allemand.

## Biographie
Tuss est licencié au club de sa ville natale Winterberg et commence sa carrière dans les courses FIS en 2002. Ses plus grands succès ont lieu aux Championnats du monde junior, décrochant trois médailles en épreuve par équipes : deux d'or en 2006 et 2008 et une d'argent en 2007. Son meilleur résultat individuel est une cinquième place, obtenue en 2008 sur le sprint.
Dans la Coupe du monde, il fait ses débuts en novembre 2006 à Kuusamo et marque ses premiers points en décembre 2007 à Trondheim, où il est 15e, ce qui restera son meilleur résultat à ce niveau.
L'hiver suivant, il est dans l'équipe de Coupe continentale, y montant sur un podium à Eisenerz.
Il prend sa retraite sportive en 2011.

## Palmarès

### Coupe du monde
- Meilleur classement général : 52e en 2008.
- Meilleur résultat individuel : 15e.

#### Différents classements en Coupe du monde
| Année     | Classement général final |
| --------- | ------------------------ |
| 2007-2008 | 52e                      |

### Coupe continentale
- 5e du classement général en 2009.
- 1 podium.

### Championnats du monde junior
- Médaille d'or de l'épreuve par équipes en 2006 à Kranj.
- Médaille d'argent de l'épreuve par équipes en 2007 à Tarvisio.
  -  Médaille d'or de l'épreuve par équipes en 2008 à Zakopane.